# Petar Brani
Petar Brani (Debelo Brdo, 9. rujna 1840. – Beč, 19. studenog 1914.), hrvatski glumac i redatelj.
Učio je glumu u Beču. Bio je ravnatelj zagrebačke Drame, neko vrijeme učitelj u Topalovcu kraj Siska. Od 1885. godine do umirovljenja nastupao je u Zagrebu, a potom u Beču. Uglavnom je tumačio uloge mladih junaka i ljubavnika.